# Taglait
Taglait est une commune de la wilaya de Bordj-Bou-Arreridj en Algérie.